# خايمي فيرا
خايمي فيرا (بالإسبانية: Jaime Vera Rodríguez) (25 مارس 1963 سانتياغو تشيلي - ) هو لاعب كرة قدم تشيلي يلعب كلاعب وسط، شارك في الألعاب الأولمبية الصيفية 1984.

## روابط خارجية
- خايمي فيرا على موقع الاتحاد الدولي (مؤرشف)  (الإنجليزية)
- خايمي فيرا على موقع قاعدة بيانات كرة القدم.إي يو (الإنجليزية)
- خايمي فيرا على موقع ناشيونال فوتبول تيمز (الإنجليزية)
- خايمي فيرا على موقع عالم كرة القدم.نت (الإنجليزية)
- خايمي فيرا على موقع أوليمبيديا (الإنجليزية)